# SIMBAD

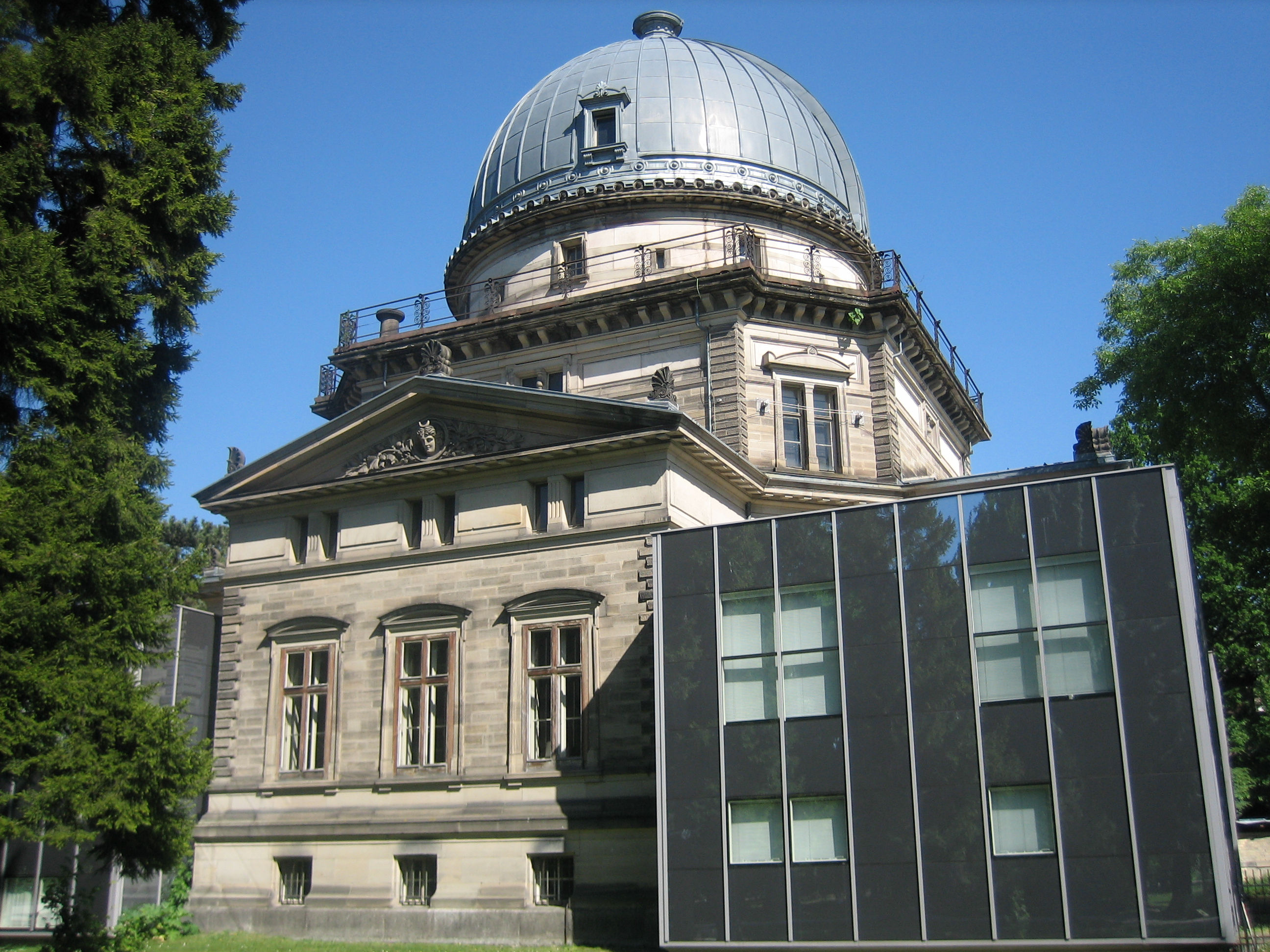
Observatorul astronomic din Strasbourg.

SIMBAD (din engleză: the Set of Identifications, Measurements, and Bibliography for Astronomical Data) este o bază de date astronomice ale obiectelor cerești localizate dincolo de Sistemul Solar. Este menținută de Centre de données astronomiques de Strasbourg (CDS), din Franța.

## Statistici
Pe data de 11 octombrie 2011, SIMBAD conținea infromații despre 5 446 342 corpuri cosmice cu 15 224 536 denumiri diferite, cu 257 763 referințe bibliografice și 8 313 370 citări bibliografice.
Un asteroid, 4692 SIMBAD (1983 VM7) este denumit în onoarea sa.